# Angela Hillebrecht
Angela Hillebrecht (anni 1940) è un'attrice tedesca.

## Biografia
Angela Hillebrecht recita dagli anni '60 in diversi film e serie televisive, agli inizi con la Neuer Deutscher Film, debuttando in Mord und Totschlag (1967) di Volker Schlöndorff) e Der plötzliche Reichtum der armen Leute von Kombach (1971). Reciterà poi nella commedia di Rolf Thiele Die Ente klingelt um ½ 8 (1968) e in Die goldene Pille (1968).
Interpreta diversi ruoli nelle serie L'ispettore Derrick, Der Alte, Das Kriminalmuseum, Polizeiinspektion 1. Hillebrecht tra il 1970 e il 1976 recita anche in Der Kommissar.
In Tatort: Mordgedanken (1975) fu la segretaria Ida Kotelecki. Reciterà anche in Unsere schönsten Jahre di Franz Geiger e successivamente in Forsthaus Falkenau.

## Filmografia parziale
- 1967: Mord und Totschlag
- 1968: Die goldene Pille
- 1968: Kidnap – Die Entführung des Lindbergh-Babys
- 1968: Die Ente klingelt um ½ 8
- 1971: Der plötzliche Reichtum der armen Leute von Kombach
- 1972: Marya Sklodowska-Curie
- 1975: Die verlorene Ehre der Katharina Blum
- 1977: Grete Minde – Der Wald ist voller Wölfe
- 1977: Zeit der Bewährung

### Televisione
- 1967–1970: Das Kriminalmuseum
- 1971: Der Kommissar: Besuch bei Alberti
- 1972: Die Rote Kapelle
- 1974: Der Kommissar: Spur von kleinen Füßen
- 1975: Tatort: Mordgedanken
- 1976: Der Kommissar: Tod im Transit
- 1978–1989: L'ispettore Derrick
- 1979: Wie würden Sie entscheiden?
- 1982: Der Alte – Eine Frau ist verschwunden
- 1983: Unsere schönsten Jahre
- 1983–1986: Polizeiinspektion 1
- 1987: Tatort: Die Macht des Schicksals
- 1990: Der Alte: Der Nachfolger
- 1989–1991: Forsthaus Falkenau